# Красна поляна (район)
Вижте пояснителната страница за други значения на Красна поляна.
„Красна поляна“ е един от 24-те административни района на Столична община и един от най-близко намиращите се до центъра на София райони. Има площ от 920 ха. Около 1/3 от тях е застроена площ със съответната инфраструктура. В останалата част са включени южната част на Западен парк, обработваеми земи и специални терени. Населението според последното преброяване от 2021-2022 година е 63 970 души. Около 8 хил. от тях са роми.
Към 15 юни 2023 г. в района живеят 60 418 души по настоящ адрес и 63 790 души по постоянен адрес.

## География
Граници на района са:
на изток – бул. „Константин Величков“, бул. „Инженер Иван Иванов“ и Валадайската река
на юг – ул. „Житница“, ул. „Зеленика“, бул. „Президент Линкълн“, бул. „Монтевидео“ и ж.п. линията Захарна фабрика – Горна баня
на запад – ул. „Бойчо Бойчев“ и бул. „Околовръстен път“
на север – границата между Западен парк и ж.к. „Люлин“, бул. „Царица Йоанна“ и бул. „Тодор Александров“

## Квартали
- Долни Смърдан (Карта)
- Друмо (Карта) - малка част
- Западен парк (Карта)
- Илинден (Карта) - малка част
- Красна поляна 1 (Карта)
- Красна поляна 2 (Карта)
- Красна поляна 3 (Карта)
- Разсадник-Коньовица (Карта)
- Смърдана (Карта) - основната част
- Факултета (Карта)

Районът включва и основната част от Западния парк, включително западната му половина, в която няма изградена паркова инфраструктура и е частично застроена или използвана като обработваеми земи. Голяма зона в югозападния край на района – около някогашната база на Строителни войски - е застроена, но не е включена в определен квартал.

## ж.к. „Красна поляна“
Красна поляна е стар квартал, който е представлявал село в покрайнините на София.
В ж.к. „Красна поляна“ 3 се намира стадион „Септември“, който е в много лошо състояние, но все пак хората живеещи в квартала го използват за разходка и спортуване. В района между стадион „Септември“ и бул. „Възкресение“ е обособена вилна зона.
В ж.к. „Красна поляна“ 3 се намира трамвайното депо „Красна поляна“ (бивше „Шести септември“) и завод за мотокари „Балканкар“.
В ж.к. „Красна поляна 1“ се намира пазар „Росица“.
След железопътната катастрофа от 1986 г. на ж.п. прелеза „Красна поляна“ е закрита ж.п. линията от гара Захарна фабрика до ТЕЦ Земляне.

## Население

### Етнически състав
Преброяване на населението през 2011 г.
Численост и дял на етническите групи според преброяването на населението през 2011 г.:
|                     | Численост | Дял (в %) |
| Общо                | 58 234    | 100.00    |
| Българи             | 42 653    | 73.24     |
| Турци               | 207       | 0.35      |
| Цигани              | 8474      | 14.55     |
| Други               | 322       | 0.55      |
| Не се самоопределят | 552       | 0.94      |
| Неотговорили        | 6026      | 10.34     |

## Образование
- 75 ОУ „Тодор Каблешков“, 92 ОУ „Димитър Талев“, 147 ОУ, 17 СУ „Дамян Груев“, 28 СУ „Алеко Константинов“, 57 Спортно училище „Св. Наум Охридски“, 123 СУ „Стефан Стамболов“, 135 СУ „Ян Амос Коменски“, Професионална гимназия по битова и електротранспортна техника, Софийска гимназия по хлебни и сладкарски технологии

## Транспорт в Красна поляна
- Красна поляна е един от най-комуникативните в транспортно отношение райони на София. Днес районът се обслужва от автобуси № 11, 56, 60, 72, 77, 83; трамваи № 8, 10, 11, 22; в близост са метростанции „Константин Величков“ и „Вардар“.
- Част от транспортните линии, преминаващи през кварталите „Разсадника“ и „Красна поляна“ в миналото са трамваи 4 (през 70-те, 80-те и 90-те години), 21 (през 80-те), 15 и 19 (за кратко през 21 век), както и автобуси 82 и 283 (през 80-те), 383 (през 90-те) и 102 (в периода 2015 – 2019).